# Bowbells
La ville de Bowbells est le siège du comté de Burke, dans l’État du Dakota du Nord, aux États-Unis. Sa population s’élevait à 336 habitants lors du recensement de 2010.

## Histoire
Bowbells a été fondée en 1898 et incorporée en 1906 en tant que city.

## Démographie
| Groupe            | Bowbells | Dakota du Nord | États-Unis |
| ----------------- | -------- | -------------- | ---------- |
| Blancs            | 96,4     | 90,0           | 72,4       |
| Amérindiens       | 0,6      | 5,4            | 0,9        |
| Métis             | 0,3      | 1,8            | 2,9        |
| Asiatiques        | 2,7      | 1,0            | 4,8        |
| Autres            | 0,3      | 1,7            | 18,8       |
| Total             | 100      | 100            | 100        |
|                   |          |                |            |
| Latino-Américains | 0,6      | 2,0            | 16,7       |

Selon l’American Community Survey, pour la période 2011-2015, 92,57 % de la population âgée de plus de 5 ans déclare parler l’anglais à la maison et 7,43 % déclare parler l’espagnol.
| 1910 | 1920 | 1930 | 1940 | 1950 | 1960 |
| ---- | ---- | ---- | ---- | ---- | ---- |
| 651  | 643  | 695  | 787  | 806  | 687  |

| 1970 | 1980 | 1990 | 2000 | 2010 | - |
| ---- | ---- | ---- | ---- | ---- | - |
| 584  | 587  | 498  | 406  | 336  | - |

## Climat
Selon la classification de Köppen, Bowbells a un climat continental humide, abrégé Dfb.